# Strateg (Bizancjum)
Strateg (z stgr. στρατηγός strategos) – w bizantyjskiej hierarchii urzędniczej i wojskowej dowódca wojskowy, zarządzający oddziałami na obszarze określonego temu. Strateg był każdorazowo mianowany przez cesarza i przed nim odpowiadał za swe decyzje. Do jego obowiązków należało dowództwo nad miejscowymi oddziałami wojska, administracja cywilna temu, a także sądownictwo karne.
W gestii stratega pozostawało poza tym pobieranie podatków w wysokości określonej przez cesarza. Ponieważ jednak stopień kontroli jaki administracja centralna miała nad poczynaniami lokalnych zarządców nie był wysoki, powierzenie spraw finansowych temu strategowi owocowało wysoką korupcją oraz dość dużym obciążeniem finansowym prostego ludu. Podatki faktycznie ściągane nieraz dwu- i trzykrotnie przewyższały sumy odprowadzane do skarbu państwowego.
Ranga strategów różnych temów nie była jednakowa. W okresie rozkwitu cesarstwa najwyżej w hierarchii stał strateg temu Anatolikon (Anatolia), później dowódcy innych temów w Azji Mniejszej, a wreszcie strategowie w Europie.
Czasami stratedzy posługiwali się także tytułem dux.
Termin strateg odpowiada randze generała lub admirała.